# Dryopteris thibetica
Dryopteris thibetica là một loài thực vật có mạch trong họ Dryopteridaceae. Loài này được (Franch.) C. Chr. miêu tả khoa học đầu tiên năm 1905.